# Seššú Tójó
Seššú, japonsky 雪舟, rodovým jménem Oda (小田), zvaný též Tójó (等楊), Unkoku, nebo Bikeisai (1420 – 26. srpna 1506) byl japonský tušový malíř. Byl žákem malíře Šúbuna Tenšóa (天章 周文). Narodil se v samurajské rodině, ale v Rinzai byl zasvěcen jako zenbuddhistický duchovní. V letech 1468–1469 cestoval po Číně a čínský styl krajinomalby ho silně ovlivnil. Založil malířskou školu zvanou Unkoku-rin. Jeho nejslavnějším obrazem je Sansui Čókan (山水長巻), patnáctimetrové plátno, které znázorňuje postupně jaro, léto, podzim a zimu.